# John Nolan
John Thomas Nolan, född 24 februari 1978 i Baltimore i Maryland, är en amerikansk musiker. Han är nu gitarrist/pianist/sångare i Straylight Run och var gitarrist/sångare i Taking Back Sunday till 2003, då han lämnade den gruppen av privata anledningar. Han växte upp i Rockville Centre, Nassau County, New York från han var 3 år.

## Diskografi (urval)
Med Taking Back Sunday
- Taking Back Sunday (EP) (2001)
- Lullaby (EP) (2001)
- Tell All Your Friends (2002)
- Taking Back Sunday (2011)
- Happiness Is (2014)
- Tidal Wave (2016)

Med Straylight Run
- Straylight Run (2004)
- Prepare To Be Wrong (EP) (2005)
- The Needles the Space (2007)
- Un Mas Dos (EP) (2008)
- About Time (EP) (2009)

Solo
- The Collaboration Experiment (2009)
- Height (2009)
- Live at Southpaw (2009)
- Live at Looney Tunes CDs (2010)
- Songs I Wrote (2010)
- Songs I Didn't Write (2010)
- Sad Strange Beautiful Dream (2015)
- Abendigo (2018)